# Oligogetes relictum
Oligogetes relictum (лат.) — ископаемый вид сетчатокрылых насекомых из рода Oligogetes семейства Solenoptilidae (Hemerobioidea).

## Описание
Новые вид и род описаны в 1998 году российским энтомологом Владимиром Макаркиным (Биолого-почвенный институт ДВО РАН, Владивосток) по голотипу PIN 3429/305 вместе с видом Prosuhpalacsa biamoensis. Родовое название образовано от «олигоцен» и «Archigetes», видовое лат. relictus здесь означает «остаток». Иногда упоминается как O. relictus.
Известен только по отпечаткам переднего крыла, обнаруженным в светловодненской впадине Дальнего Востока России (Приморский край, 46ºN, 138ºE). На время описания вида, слои, содержащие ископаемые остатки, датировались поздним олигоценом — ранним миоценом. С 2010 года их относят к эоцену.